# Мещерин, Вячеслав Валерианович
Вячесла́в Валериа́нович Меще́рин (30 июня 1923, Москва — 6 октября 1995, там же) — советский музыкант, композитор, дирижёр, руководитель Ансамбля электромузыкальных инструментов (1957—1990), Народный артист РСФСР (1983).
Несмотря на то, что имя Вячеслава Мещерина относительно забыто на постсоветском пространстве, его музыка так или иначе хорошо известна.

## Биография
Вячеслав Мещерин — внук Ивана Васильевича Мещерина, татарина, приёмного сына московского купца первой гильдии Василия Ефремовича Мещерина.
Прошёл всю Великую Отечественную войну в действующей армии. Был награждён орденом Красной Звезды и медалью «За отвагу».
После войны окончил историко-теоретический факультет Гнесинского института и работал в отделе музыки народов СССР на Всесоюзном Радио. Как специалиста по народной музыке, его увлекла возможность соединить тембральные и акустические характеристики редких этнических инструментов (флуера, дудука, кушная и других), чтобы расширить и обогатить звуковую палитру. Для реализации своего замысла Вячеслав Мещерин привлёк единомышленников — инженеров и конструкторов акустической лаборатории, и они начали работу над новыми инструментами. Так сначала в единственном экземпляре родились камертонное пианино, электронный гармониум, экводин. Создавались новые композиции для этих инструментов.
За рубежом хорошо известны два произведения Мещерина — кавер-версия 1979 года инструментальной пьесы «Воздушная кукуруза», которая была популярна в 1970 году и песня для парада Диснейленда, которая была приобретена У. Диснеем в 1960-х годах. Пьеса Вячеслава Мещерина «На колхозной птицеферме», представляющая собой музыкальную шутку на тему эстонских песен, звучит в одной из серий мультфильма «Ну, погоди!».
В 1961 году, вскоре после полёта Юрия Гагарина, В. В. Мещерин знакомится с первым космонавтом. Первый человек, побывавший в открытом космосе, Алексей Леонов заявляет: «Музыка электромузыкальных инструментов как нельзя более отвечает состоянию, которое я испытал в открытом космосе». Леонов и Мещерин становятся друзьями.
В 1964 году В. В. Мещерин делает переработку японской народной песни «Последний год в школе». География этнопоиска, до этого, как правило, ограничивающаяся СССР (в арсенале Мещерина — мелодии от чукотских до армянских), решительно перешагивает границы… В том же году В. В. Мещерин добивается открытия на Муромском заводе радиоизмерительных приборов лаборатории по созданию образцов электромузыкальных инструментов. Каждые выходные он проводит, работая в Муроме.

А уже в следующем, 1965 году по инициативе В. В. Мещерина начинается серийный выпуск электромузыкальных инструментов. Первыми с конвейера сходят многоголосая «Юность» и одноголосая «Аэлита».
Умер музыкант 6 октября 1995 года. Похоронен на Ваганьковском кладбище (участок 19).
Музыка В. В. Мещерина была восстановлена в 2001—2002 годах из архива Гостелерадиофонда Олегом Нестеровым и выпущена на двух сборниках под названием Easy USSR.

## Предполагаемая запись для «Спутника»
С выходом сборника Easy USSR в Рунете неоднократно появлялась информация, что Советское правительство попросило Мещерина записать версию Интернационала для использования в Первом искусственном спутнике Земли. При этом в большинстве источников датой записи указывался либо 1959 год, либо «через год после основания ансамбля». Эта непроверенная информация попала в журнал «Афиша» и газету «Коммерсантъ». В 2013 году эту версию поставил под сомнение журнал «Мир фантастики». По мнению журналистов, история об «Интернационале» и «Спутнике» может быть интернет-«уткой» или сильно искажённой информацией:

Ошибок здесь как минимум две. Во-первых, «Спутник-1» передавал не музыку, а простое «бип-бип». Во-вторых, запустили его в 1957-м — всего через несколько месяцев после появления ансамбля. В Сети же приводят совершенно абсурдную дату — 1959 год. К тому времени в космос слетали уже три советских аппарата, в том числе и один с собакой Лайкой.— 
Журнал выдвинул предположение, что если информация не полностью вымышлена, то

…либо запись Мещерина так и не была использована, либо речь на самом деле идёт о космическом аппарате «Луна-10», который в 1966 году действительно передал с лунной орбиты мелодию «Интернационала».— 